# Мазін Сергій Петрович
Сергі́й Петро́вич Ма́зін (1985—2022) — український військовослужбовець, підполковник 160 ЗРБр. Учасник російсько-української війни.

## Життєпис
Народився 15 грудня 1985 році в місті Олешки в сім'ї військових. Батько Петро Мазін — полковник запасу; служить в 96-Й зенітній ракетній Київській бригаді. Проживав у місті Буча.
У 2007 році закінчив Харківський університет повітряних сил ППО.
Проходив службу в 160 зенітній ракетній Одеській бригаді.
З 2019 року брав участь в зоні бойових дій на сході. Його дружина у 2021 році пройшла підготовку і стала військовим медиком у його ракетному дивізіоні.
Загинув 16 червня 2022 році селі Терешківка на Сумщині під час відбиття повітряної атаки.
Похований 19 червня 2022 року на Алеї Слави в місті Буча.
У Сергія залишилися батьки Олена й Петро, дружина Ірина, та 12 річний син Тимур.

## Нагороди та вшанування
- Орден Богдана Хмельницького 3-го ступеня,
- медаль 15 років збройних сил,
- Нагрудний знак начальника генерального штабу 2-го ступеня,
- медаль за сумлінну службу 3-го ступеня,
- медаль за моу 10 років[чого?], почесний громадянин міста Аванградія[прояснити] (посмертно).
- У місті Буча відкрита меморіальна дошка пам'яті[1].